# Watercooler
Watercooler (ou Water Cooler, em português - literalmente: Resfriamento por água) é um sistema de refrigeração a água utilizado em computadores que segue o mesmo princípio dos sistemas de resfriamento geralmente utilizados nos motores dos automóveis (Radiador).
Muitas vezes o dispositivo externo à CPU é usado simultaneamente para refrigerar o processador, partes da placa-mãe como os chipsets (ponte norte e ponte sul) e reguladores de tensão, além de memórias e partes da placa de vídeo como a GPU (processador gráfico). 
É um sistema de resfriamento muito utilizado por entusiastas de overclocking. Este sistema veio concorrer com o já existente aircooling (resfriamento a ar), permitindo assim um melhor desempenho dos componentes, conseguindo-se maiores valores de clock nos diferentes tipos de hardware, já que a água é possui capacidade calorífica maior que o ar, obtendo assim resultados muito melhores.

## Composição
O sistema consiste nas seguintes partes:
- Waterblock ou Block (bloco): são peças fabricadas em cobre (mais comum) ou alumínio e são responsáveis pela transferência de calor dos componentes do computador para a água. É a peça que fica sobre o processador. É ela que vai trocar calor com o processador e com a água, ou seja, o processador esquenta o block e a água esfria o block, mantendo assim o processador em uma baixa temperatura;
- Radiador (ou dissipador): responsável pelo resfriamento da água quente que vem do block. Para otimizar a dissipação do calor, são utilizadas ventoinhas (FANS) que forçam o ar contra as aletas e dutos do radiador, fazendo a troca de calor água com o ambiente;
- Bomba: força a circulação de água através de um circuito fechado composto por reservátorio, mangueiras, 'waterblocks' e pelo radiador;
- Reservatório: responsável por alocar o "fluido" do watercooler e fazer a passagem do líquido para os demais componentes por meio de mangueiras;
- Fittings/Nozzles (conectores): normalmente feitos de plástico ou níquel ou algum metal recoberto por níquel ou uma liga de níquel-cromo. Os diâmetros mais utilizados são os de 3-4/3-8" ou 1-2/1-4" polegadas e são conectados às mangueiras;
- Mangueiras: são responsáveis por interligar as peças do watercooler e fazer a passagem do líquido até os componentes;
- Fluido ou Coolant (líquido): O Fluido é o responsável por permitir que os componentes realizem a troca de calor, é ele que vai levar o calor gerado pelos componentes do seu PC (Geralmente CPU e GPU) para que os radiadores consigam dissipar esse calor. É de extrema importância fazer o uso de um fluido de boa qualidade, principalmente quando existe o uso de materiais diferentes dentro do sistema. Pois é o fluido que vai evitar que aconteça a corrosão e oxidação dos componentes. Um fluido de boa qualidade também vai evitar a proliferação de algas, vai aumentar o ponto de condensação da agua e aumentar o desempenho do sistema.

As partes que compõem o watercooler são ligadas em série por mangueiras, formando um circuito que é percorrido pelo líquido, que por sua vez é impulsionado pela bomba. Assim o Block, em contato com o processador, transfere o calor do mesmo para o líquido, que circula através de seu interior. No radiador, o calor é irradiado para fora do gabinete do computador por meio das ventoinhas (fans).

## Funcionamento
Os sistema apresenta uma circulação impulsionada, forçada pela bomba elétrico-hidráulica através de mangueiras levando o líquido através do reservatório para o bloco (Block) fixado sob o processador, até o radiador (Dissipador), onde ventoinhas esfriam o liquido que refaz o mesmo processo de circulação.
Recomenda-se a utilização de água destilada e na grande maioria dos casos também é utilizado fluido de radiador usado em automóveis (etileno-glicol) para evitar danos aos waterblocks e ao radiador devido a eletro-corrosão.

## Vantagens
- Baixas temperaturas, isso por que, a água utilizada no sistema é um melhor condutor térmico do quê o ar, fazendo com que o sistema passe a trabalhar de forma mais silenciosa do quê o aircoling.
- Melhores resultados de overclocking, pois o processador passa trabalhar numa temperatura menor.
- Aumento de vida útil, quanto menor a temperatura de trabalho de um chip, maior será sua vida útil, em computadores de uso contínuo, adotar um watercooler, pode sair mais barato que trocar peças queimadas.

## Desvantagens
- Vazamento, um sistema bem montado tem risco praticamente zero de vazamento, mas mesmo assim é utilizado fluido que não conduz eletricidade, em caso de vazamento, não há perigo de curto-circuito causado pelo fluido. Para isso é utilizado água deionizada, ou seja, 100% pura que tem uma resistência elétrica altíssima, assim os perigos de um watercooler são quase nulos.
- Preço. Às vezes montar um watercooler pode sair muito mais caro que um sistema a ar.

## Vantagens sobre um cooler de ar
A água tem uma taxa de transferência térmica 24x maior que a do ar, o que de longe já afirma sua superioridade, mas não para por aí, as vantagens sobre o water cooler são inúmeras à começar pelo ruído menor, visual mais bonito, temperaturas melhores, melhores resultados de overclocking (principalmente para os gamers e entusiastas de hardware que procuram o melhor para baterem records), etc ... Em contrapartida, o aircooling pode sair mais barato.